# Мінога угорська
Мінога угорська, мінога карпатська (Eudontomyzon danfordi) — вид прісноводних паразитичних міног. Ендемік лівих приток Дунаю. Раритетний вид, занесений до Червоної книги України та ряду інших природоохоронних документів.

## Опис

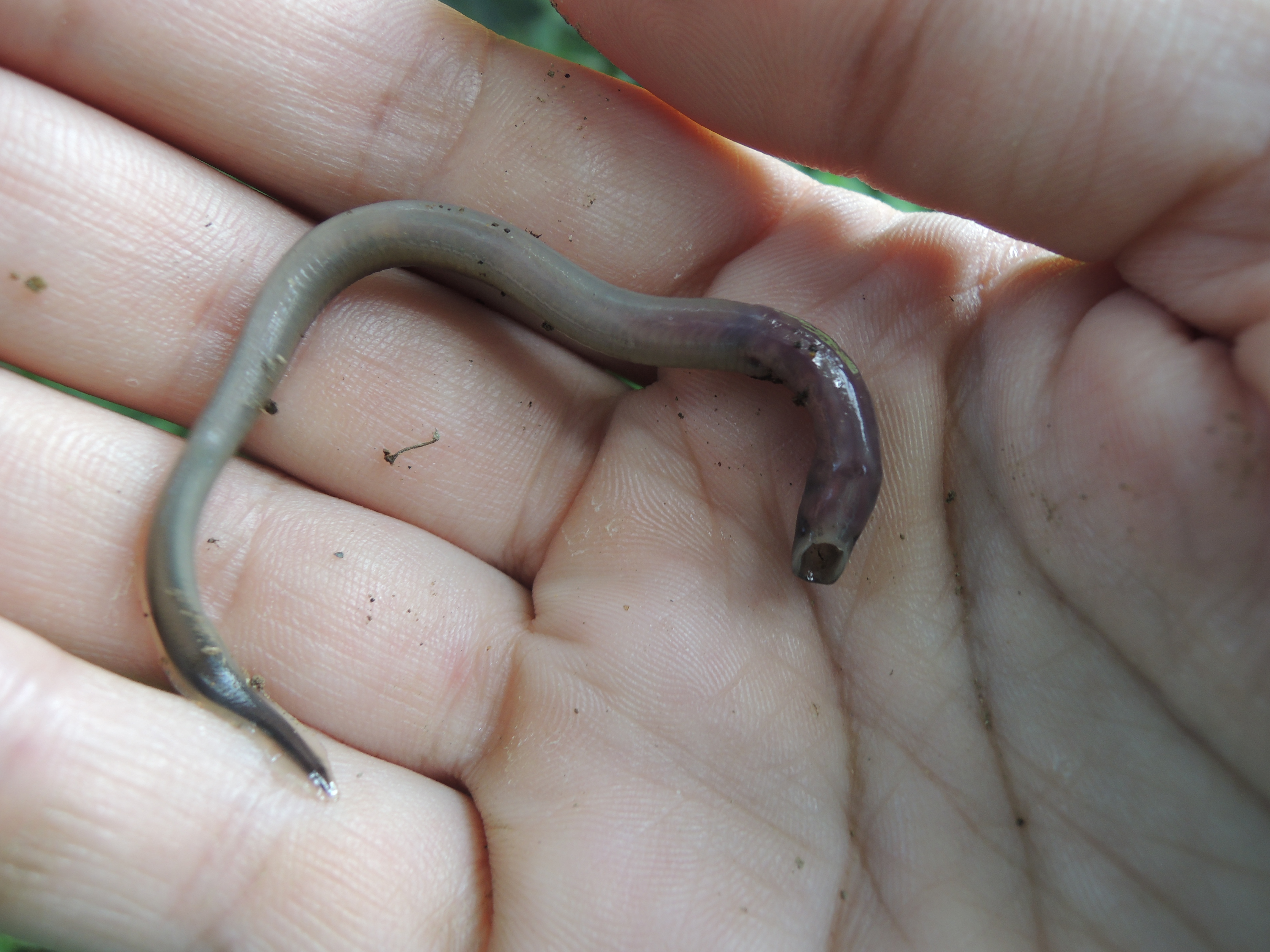
Eudontomyzon danfordi

Довжина тіла до 30 см, маса тіла до 30 г. Тіло видовжене, вугреподібдне, голе. З кожного боку тіла розташовано по 7 зовнішніх зябрових отворів. У дорослих особин очі добре розвинуті, рот округлий і знаходиться на дні присмоктувальної лійки.

## Поширення
Ареал охоплює карпатські притоки Дунаю. Внаслідок діяльності людини (зокрема забруднення річок) чисельність виду значно скоротилась.

## Спосіб життя
Мінога угорська займає проміжне положення між паразитичними та непаразитичними міногами. Дорослі форми є зовнішніми паразитами риб, живляться кров'ю риби, присмоктуючись до тіла жертви. Але на відміну від інших паразитичних міног дорослі особини не здійснюють міграції у море після перетворення з личинки, а весь час живуть у річках.
Зустрічається на неглибоких ділянках річок з чистою проточною водою, придонна форма.

## Розмноження. Розвиток
Статевої зрілості досягає на 4 році життя при довжині 16—17 см. Нерест у квітні — травні при середньодобовій температурі води близько 8 °C. Для нересту міноги підіймаються вверх по течії струмків та річок. Плодючість від 3 до 10 тисяч ікринок діаметром до 1 мм. Після нересту дорослі особини живуть ще 1 — 2 роки. Розвиток з метаморфозом. Личинки живуть занурившись у ґрунт, на глибину до 15 см, утворюють скупчення, різні за кількістю та віком особин. Живляться детритом та водоростями. Метаморфоз складний, триває декілька тижнів протягом пізньої осені або зими.

## Охорона
На значній частині ареалу стан природних популяцій виду залишається більш-менш стабільним. Саме тому він, згідно Червоного списку МСОП, отримав охоронну категорію «відносно благополучний вид». Але в окремих регіонах спостерігається тенденція до зниження чисельності популяції виду. Тому вид занесений до Червоної книги України (охоронна категорія: зникаючий), Резолюції 6 Бернської конвенції, для яких Україна створює Смарагдову мережу, а також до Директиви Європейського Союзу 92/43/ЄС «Про збереження природних оселищ та видів природної фауни і флори» (Додаток II. Види рослин і тварин, що становлять особливий інтерес для Європейського Союзу, збереження яких потребує створення територій особливої охорони).. На регіональному рівні в Україні занесений до Червоної книги Українських Карпат.
Основними факторами загрози є зміна гідрологічного режиму та забруднення водойм. Крім того, місцеве населення вважає міногу шкідливою у форелевих розплідниках і тому нещадно знищує. З метою охорони виду необхідні заходи: 1) моніторингові дослідження стану популяції; 2) моніторинг чистоти водойм; 3) заповідання місць компактного проживання виду; 4) просвітницька робота з місцевим населенням.

## Практичне значення
Промислового значення не має. 

## Близькі види
В європейських річках мешкає близький вид — мінога українська (Eudontomyzon mariae), яка відрізняється від міноги угорської більшими розмірами і будовою зубів.